# 催化剂中毒
催化剂中毒(英語：Catalyst poisoning) 是指在化学反应中催化剂因吸附其他化合物而导致其自身部分或者完全失去活性。这是一个化学过程，而非物理过程。一个重要的例子是含铅燃料对催化转换器造成失效。
尽管有其副作用，在提高催化剂选择性能时，中毒还是有帮助的（例如林德拉催化剂）。

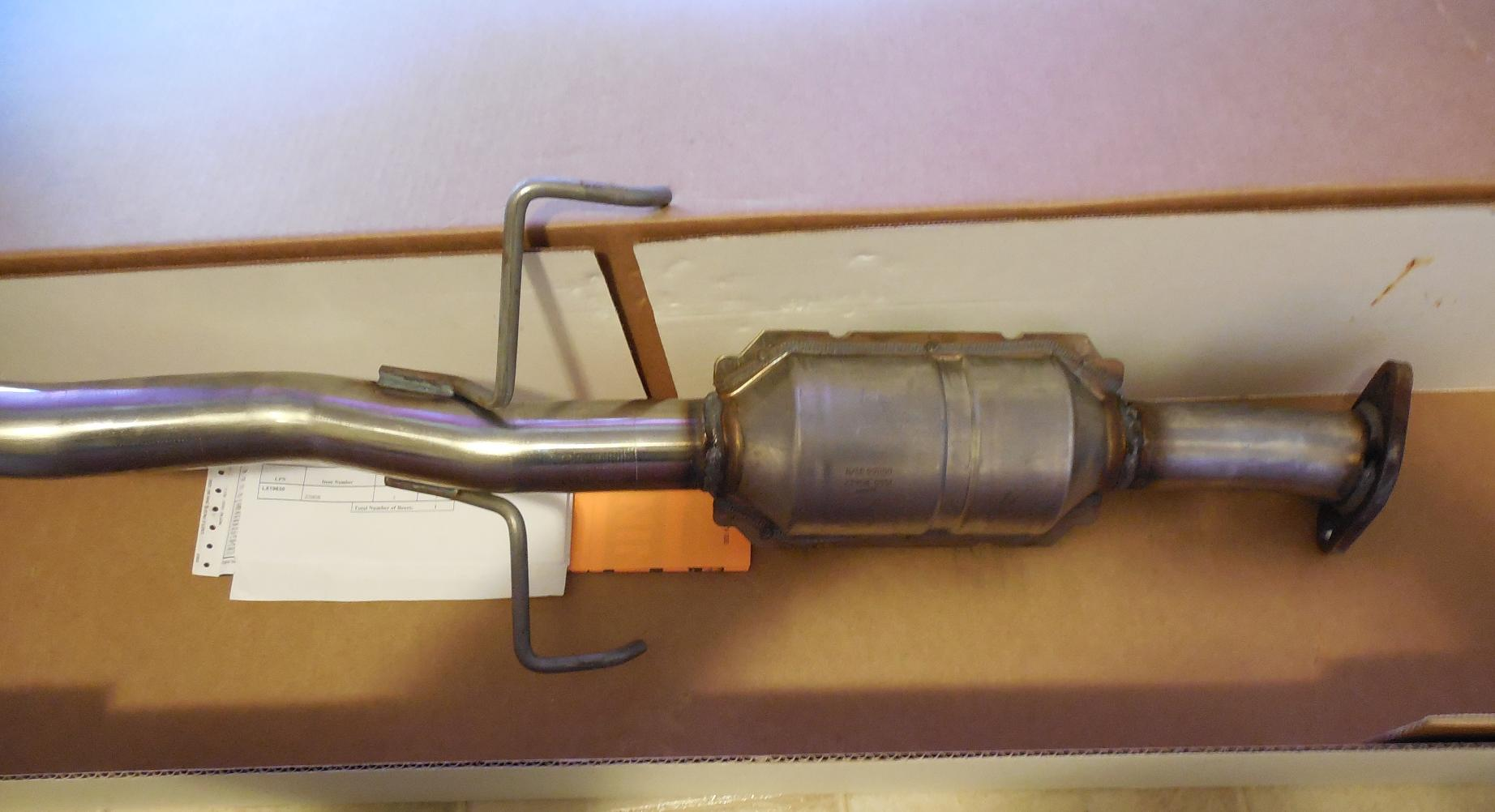
催化转换器